# Lophiotoma pseudoannulata
Lophiotoma pseudoannulata is een slakkensoort uit de familie van de Turridae. De wetenschappelijke naam van de soort is voor het eerst geldig gepubliceerd in 1990 door Dell.